# Андобка
Андобка — река в Вологодской области России, протекает по территории Череповецкого района и по границе Шекснинского района. Устье реки находится в 30 км от устья Кономы по левому берегу. Длина реки составляет 12 км.
На реке стоят деревни Нижний Аньгобой и Нягослово.

## Данные водного реестра
По данным государственного водного реестра России относится к Верхневолжскому бассейновому округу, водохозяйственный участок реки — Рыбинское водохранилище до Рыбинского гидроузла и впадающие в него реки, без рек Молога, Суда и Шексна от истока до Шекснинского гидроузла, речной подбассейн реки — Реки бассейна Рыбинского водохранилища. Речной бассейн реки — (Верхняя) Волга до Куйбышевского водохранилища (без бассейна Оки).
Код объекта в государственном водном реестре — 08010200412110000008239.